# Дизасемблер

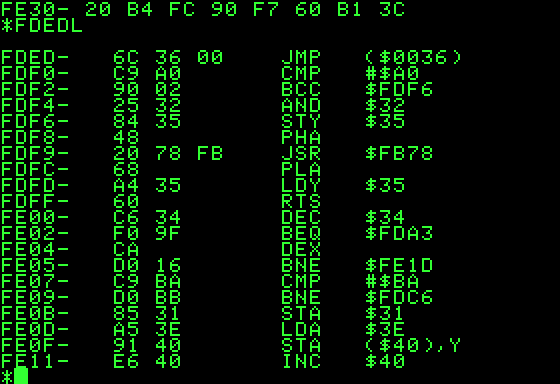
Приклад дії монітора машинного коду як дизасемблера. В третій колоні (яка починається від:6C 36 00) знаходяться команди асемблера для процесора MOS 6502.

Дизасе́мблер (анг. disassembler) — комп'ютерна програма, що транслює мову машинних кодів у мову асемблер. Дизасемблер не є декомпілятором. Результатом роботи декомпілятора є представлення програмного коду мовою високого рівня. Дизасемблер представляє програмний код у вигляді асемблерного коду. Результат роботи дизасемблера, дизасембльований код, форматується для простішого сприйняття людиною, перетворюючи дизасемблер у засіб для зворотної розробки. Його використання дозволяє розібратися з деталями функціонування коду, провести певну оптимізацію окремих критичних ділянок коду, а також може використовуватися для усунення вбудованого захисту (тобто зламу).
Дизасемблери можуть просто подавати код у вигляді асемблерного коду, а можуть бути інтерактивними.
Дизасемблери можна поділити на:
- Інтерактивні — IDA[en] (Дозволяють змінювати правила дизасемблювання, тому є зручним інструментом для дослідження програм)
- Автоматичні — Sourcer[1]

## Дизасемблери
- IDA[en]
- Sourcer
- Hiew
- Beye
- Hacker Disassembler Engine
- CADt
- Vb-decompiler
- Radare2
- HT Editor [Архівовано 10 червня 2022 у Wayback Machine.] — Бінарний редактор для Linux та Windows.
- Win32 Program disassembler — дизасемблер з відкритим програмним кодом.